# Brnjare
Brnjare (en serbe cyrillique : Брњаре) est un village de Serbie situé dans la municipalité de Bujanovac, district de Pčinja. En 2002, il comptait 114 habitants, tous serbes.
En septembre 2011, l'assemblée des députés albanais de Preševo, Bujanovac et Medveđa a incité les Albanais de Serbie à boycotter le recensement prévu pour le mois d'octobre de cette année-là ; de ce fait, aucun chiffre de population n'a été communiqué pour les localités de la municipalité de Bujanovac.

## Démographie
| 1948 | 1953 | 1961 | 1971 | 1981 | 1991 | 2002 |
| ---- | ---- | ---- | ---- | ---- | ---- | ---- |
| 363  | 349  | 328  | 308  | 253  | 175  | 114  |

|  |